# Маријам (ћерка Баграта IV од Грузије)
Маријам (груз. მარიამი) је била ћерка грузијског краља Баграта IV (1027–1072) и његове жене Аланке Борене. Вероватно је била удата, као друга супруга, за византијског великодостојника Теодора Гавру.
Маријам се у грузијским аналима само једном помиње као присутна на самрти свог оца краља Баграта IV новембра 1072. Име Маријам (Марија) је такође носила — као византијска царица — Багратова друга, боље документована ћерка која је рођена као Марта у Грузији.
Професор Кирил Туманоф, студент средњовековних кавкаских родословља, идентификује Маријам са анонимном женом „Алан” „веома доброг рода” за коју се зна из "Алексијаде" Ане Комнине да се удала, као његова друга жена, за византијског племића Теодора Гавру, Дукса од Трапезунта 1091. Ова госпођа је била рођака Ирене, још једне невесте из Грузије на византијском двору, која је била удата за севастократора Исака Комнина, брата цара Алексија I Комнина. Ирена је била мајка веренице Григорија Гавре, Теодоровог сина из првог брака. Тако је Григоријева веридба са комнинском принцезом тихо прекинута јер су се сада сматрали блиским рођацима, а према грађанским и црквеним законима, такви бракови су били забрањени. Цар Алексије I је, међутим, био забринут због Теодорове реакције, па је задржао Григорија на двору као таоца како би обезбедио Теодорово даље добро понашање, уверавајући Теодора тврдњом да размишља да ожени Григорија једном од својих ћерки. Теодоров каснији покушај отмице сина довео је Гавре у сукоб са Цариградом. Нису познати даљи детаљи о Теодоровој жени.